# Палац Олександра І
Палац Олександра І(Дворец Александра І) — пам'ятка історії і архітектури Таганрога. Одноповерхова кам'яниця, побудована в стилі російського класицизму. Розташований за адресою: вул. Грецька, 40. У 1825 році тут помер російський імператор Олександр I. Станом на 2016 рік тут розміщується дитячий санаторій «Берізка».

## Архітектурні особливості
Фасад одноповерхового особняка має тринадцять вікон. Будівля не має колонади, але несе в собі основні риси російського класицизму. Кути плоского фасаду прикрашені рустами, по карнизу розташовані ордерні сухарики (дентикули). Замкові камені вінчають композицію всіх вікон. Над частиною вікон є трикутні сандрики, а над іншими — прямокутні ніші, але без декору. Композиційна вісь виражена нечітко. Будівля ілюструє забудову, характерну для Таганрога першої половини XIX століття.

## Історія будинку
Особняк був побудований в 1806 році чиновником Сивере. У 1816 році будівлю було перебудовано за проектом архітектора Ф. Молла і продано місту під квартиру градоначальника. Особняк в різні періоди належав різним власникам. Найбільш значним з них був градоначальник Таганрога Петро Папков, який купив його через чотири роки після будівлі
Імператор Олександр I зупинявся тут двічі — в 1818 і 1825 роках. Останній візит став для нього фатальним. Олександр I помер тут 19 листопада від хвороби, яка перебігала з гарячкою. Після його смерті будинок був викуплений вдовою імператрицею Єлизаветою Олексіївною. Тут же був створений перший меморіальний музей в Росії, присвячений імператору.
Палац Олександра I відвідували Олександр II і Олександр III, поети   Василь Жуковський і Олександр Пушкін, якого супроводжували письменника по дорозі на заслання генералом Миколою Раєвським і його дочкою Марією Волконською, художник  Іван Айвазовський, нарком освіти Анатолій Луначарський, який залишив у книзі відвідувачів наступний запис: «Цей старовинний куточок необхідно зберегти як історичний пам'ятник, головним чином, для навчальних цілей …» Протягом 12 років, починаючи з 1864 року, аматорський хор, диригентом якого був Павло Чехов (батько Антона Павловича Чехова) виступав в будинку Воздвиженської церкви, яка була облаштована в особняку в пам'ять про імператора. E кінці 1860-х — на початку 1870-х років Олександр, Микола та Антон Чехови також співали в цьому хорі. У 1928 році музей був закритий, а деякі його експонати були переміщені у палац Алфераки.

## Галерея

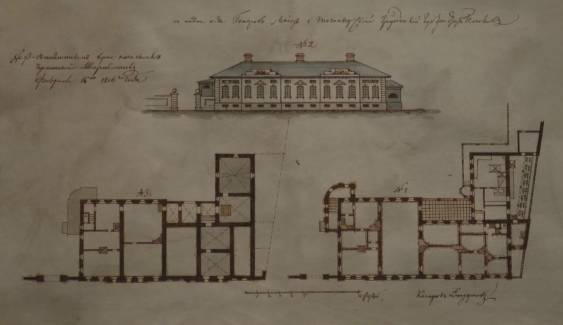
Фотографія   плану особняка Петра Папкова
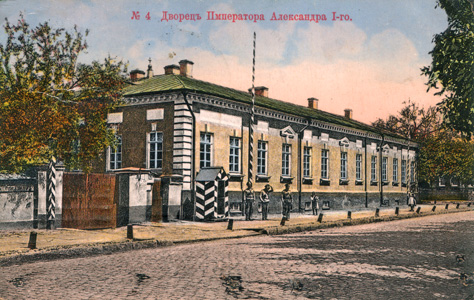
Особняк на листівці кінця XIX століття
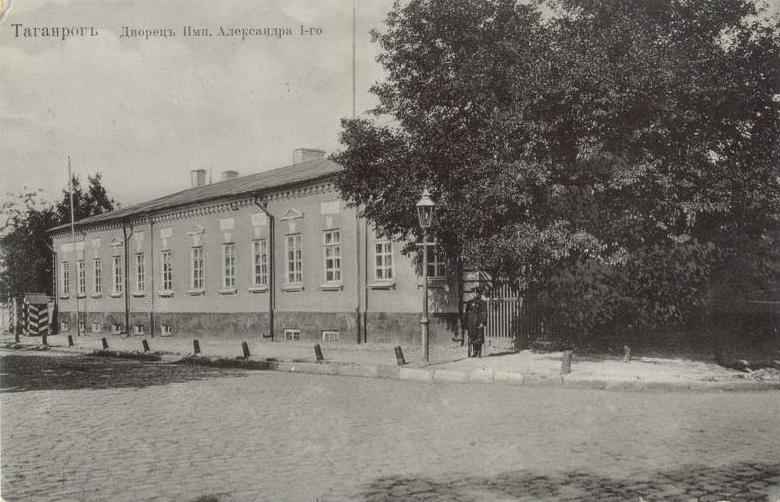
Особняк на листівці кінця XIX століття
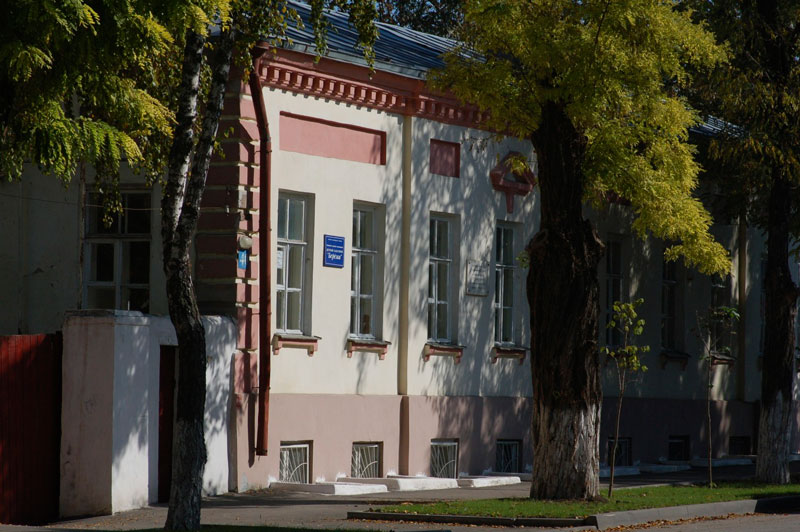
Фотографія санаторія, 2008 рік
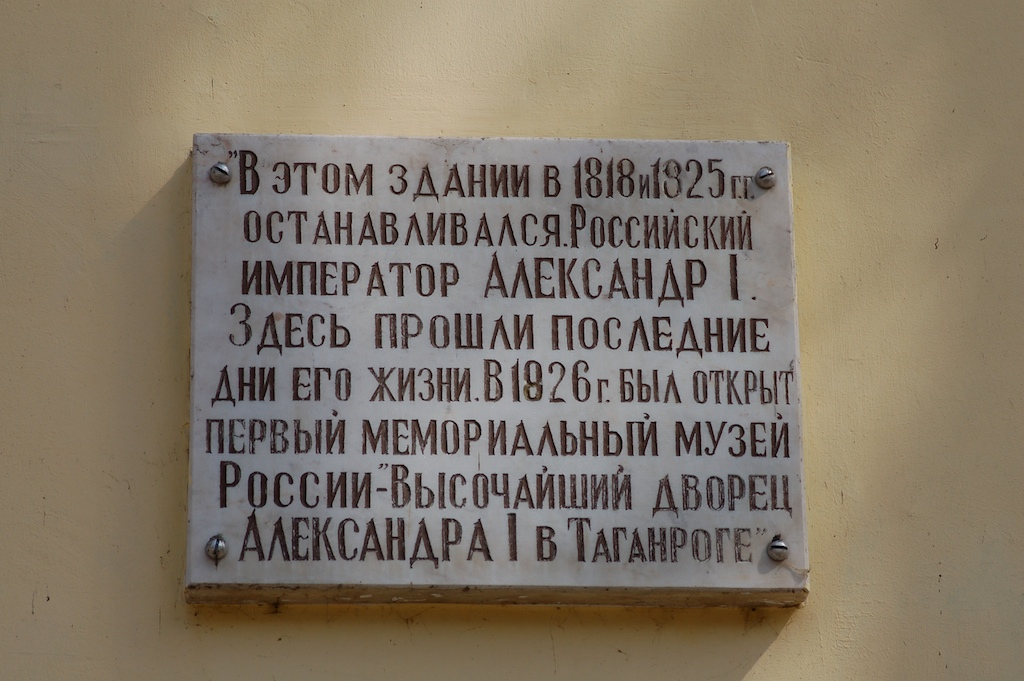
Меморіальна  дошка
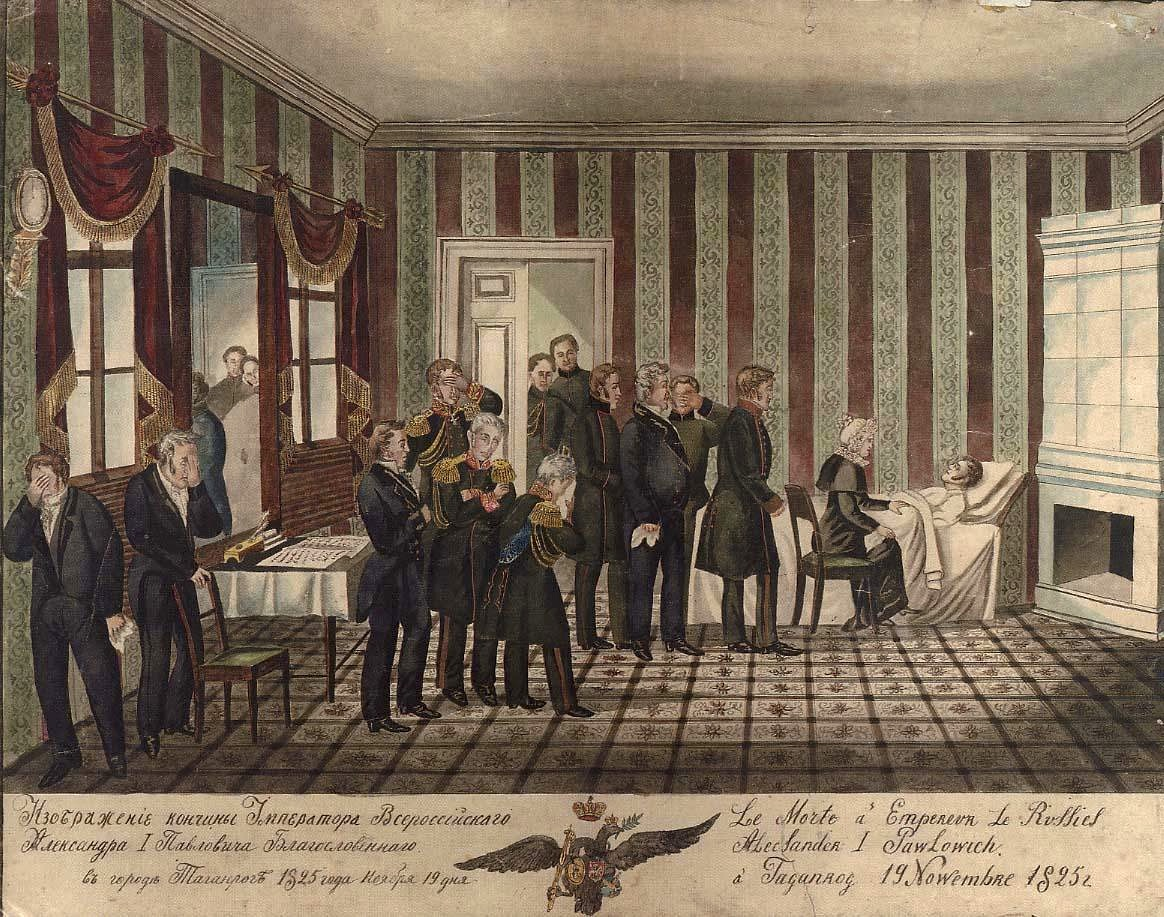
Смерть Олександра